# Маріо Роатта
Маріо Роатта (італ. Mario Roatta; 2 лютого 1887, Модена — 7 січня 1968, Рим) — італійський генерал часів Першої та Другої світових війн, один з ініціаторів військових злочинів італійських військ у Югославії проти словенців, глава розвідувальної служби фашистської Італії.

## Біографія
14 вересня 1906 року закінчив Військову академію Модени та отримав звання молодшого лейтенанта піхоти. У званні штаб-офіцера брав участь у Першій світовій війні, після війни був італійським військовим аташе у Варшаві, Гельсінкі, Ризі та Таллінні, командував 84-м піхотним полком «Венеція», з 1934 по 1936 роки очолював Фашистську розвідувальну службу. У роки Громадянської війни в Іспанії командував на боці фалангістів Італійським експедиційним корпусом у грудні 1936 року, на початку 1937 року брав участь у переможній Малагській операції, однак у Гвадалахарській операції зазнав невдачі і був відсторонений від командування (продовжив командування дивізією «Флегодина».
З ініціативи Паоло Аньої Роатта увійшов до Організації виявлення та придушення антифашизму. Незважаючи на те, що він не був формальним главою організації, він був причетний до багатьох злочинів: так, вважається, що від його рук 11 червня 1937 року загинули у французькому Баньоль-де-л'Орн брати Карло і Нелло Росселлі, хоча офіційно в цьому звинувачували особисто П'єтро Бадольо та Беніто Муссоліні. У 1939 році Роатта протягом декількох місяців працював італійським військовим аташе в Берліні, а потім став заступником начальника генерального штабу сухопутних військ. 27 грудня 1939 року направив відкритий лист Бадольо та Муссоліні з висловленням невдоволення технічним оснащенням армії. У березні 1941 року Роатта, підкоряючись маршалу Родольфо Граціані, ввів італійські війська до Югославії. З січня 1942 року, вже під командуванням Вітторіо Амброзіо він командував 2-ю італійською армією у Словенії та Хорватії.
Роатта командував італійськими військами (переважно 6-ю армією) у низці операцій, у тому числі в битві на Неретві; також йому доручили оборону Риму в 1943 році, проте Роатта втік від німців і не був спійманий навіть у своїй штаб-квартирі в Монтеротондо (він зник у Бріндізі). 26 липня 1943 року його команда влаштувала бійню, стративши відразу 100 антифашистів. Тільки навесні 1945 року його заарештували і засудили за вбивство братів Росселлі, засудивши до довічного позбавлення волі. Однак ще до затвердження вироку, Роатта втік за допомогою своїх спільників до Іспанії. 1948 року вирок скасували, але Роатта і не подумав повертатися на батьківщину. Вимоги Югославії екстрадувати військового злочинця з Іспанії відхилив Франсіско Франко, а Великобританія сприяла виправданню всіх діячів режиму Муссоліні задля придушення комуністичного руху в Італії.
Роатта повернувся на батьківщину незадовго до смерті. Вже потім після його смерті розгорнулися дискусії з приводу його особистості: історик Алессандра Керсеван та журналіст Рорі Керролл звинуватили італійців у «історичній амнезії» і спробам переписування історії, оскільки ті нібито виправдовували жорстокість Роатти та арешт двох військових кінооператорів, що зафіксували Грецію.

## Воєнні злочини
Роатта став одним із організаторів геноциду словенців у Другій світовій, виконуючи приписи Муссоліні щодо знищення «500 тисяч словенських та хорватських варварів для життя 50 тисяч італійців». Мрії Муссоліні про розширення кордонів Італії до Динарських Альп, гори Сніжник (Невозо) та перевалу Бреннер здійснювалися за рахунок життів безневинних цивільних. Роатта особисто підписав «Циркуляр 3C», який фактично дозволяв італійським солдатам вчиняти будь-які дії (навіть протиправні) проти цивільного населення окупованої Словенії. За допомогою німецької поліції італійці розпочали етнічні чистки на всій окупованій території: страти, захоплення в заручники, масові вбивства, посилання на концтабори Раб і Гонарс, спалювання сіл стали повсякденною справою. Накази наказувалося виконувати повністю і не виявляючи до когось милосердя, щоб нові території були заселені італійськими колоністами. За свідченнями листів італійських солдатів, винищувалися цілі сім'ї: когось забивали до смерті, а когось навіть розстрілювали. За свідченнями істориків Джеймса Уолстона і Карло Спартако Каподжеко, італійці у своїй жорстокості до словенців у концтаборі Раб перевершили навіть німців до євреїв у Бухенвальді: щороку в Бухенвальді вмирало до 15 % в'язнів, а в концтаборі на 3 %. За свідченням єпископа острова Велья (нині Крк) Йоже Сребнича, який доповідав Папі Римському Пію XII, кількість громадянських жертв склала як мінімум 3500 осіб. Жертвами свавілля з боку підлеглих Роатти стали і хорвати в ряді регіонів: Далмації, Ліке, Кордуні та Горські-Котарі.
При цьому Роатта свідомо саботував наказ про видачу єврейських біженців німцям у 1942. 17 листопада 1942 року після зустрічі з Роаттою Муссоліні скасував рішення про видачу. Всі єврейські біженці були інтерновані в загальний табір і залишалися під охороною італійської армії та були врятовані від знищення.

## Присвоєні військові звання
- Соттотененте (молодший лейтенант) —14 вересня 1906
- Тененте (лейтенант) —14 вересня 1909
- Капітан — 16 серпня 1914
- Майор — 4 січня 1917
- Тененте колоннелло (підполковник) — 7 жовтня 1917
- Колоннелло (полковник) — 5 грудня 1926
- Бригадний генерал — 1 січня 1935
- Дивізійний генерал — 11 лютого 1937
- Корпусний генерал — 19 липня 1939
- Генерал, призначений для командування армією — 18 лютого 1942
- Генерал армії — 1 липня 1943

## Нагороди
- Кавалер Савойського військового ордена (16 червня 1939)
- Великий офіцер ордена Корони Італії (16 вересня 1936)
- Командор ордена Святих Маврикія та Лазаря (15 січня 1940)
- Командор ордена Корони Італії (21 січня 1935)
- Кавалер-офіцер ордена Святих Маврикія та Лазаря (14 січня 1938)
- Офіцер Колоніального ордена Зірки Італії (16 липня 1936)
- Орден Трьох зірок III ступеня (15 грудня 1930)
- Військова медаль (Іспанія) (1939)
- Залізний хрест (січень 1942)